# Каи
Каи (яп. 甲斐市 Каи-си) — город в Японии, находящийся в префектуре Яманаси. Площадь города составляет 71,94 км², население — 73 951 человек (1 августа 2014), плотность населения — 1027,95 чел./км².

## Географическое положение
Город расположен на острове Хонсю в префектуре Яманаси региона Тюбу. С ним граничат города Кофу, Нирасаки, Минамиарупусу, Хокуто и посёлок Сёва.

## Население
Население города составляет 73 951 человек (1 августа 2014), а плотность — 1027,95 чел./км². Изменение численности населения с 1980 по 2005 годы:
| 1980 | 45 337 чел. |  |
| 1985 | 54 291 чел. |  |
| 1990 | 60 765 чел. |  |
| 1995 | 66 628 чел. |  |
| 2000 | 71 706 чел. |  |
| 2005 | 74 062 чел. |  |

## Выдающиеся люди
Мокудзики Миоман Сёнин (1718 — 1810) — японский скульптор, поэт и буддийский проповедник.